# Dipropylamin
Dipropylamin ist eine chemische Verbindung aus der Gruppe der sekundären, aliphatischen Amine.

## Vorkommen
Natürlich kommt Dipropylamin in Tabakblättern und in Industrieabfällen vor. In der freien Natur zersetzt es sich schnell.

## Gewinnung und Darstellung
Dipropylamin kann durch Hydrierung von Propionitril mithilfe eines Rhodiumkatalysators gewonnen werden.

## Eigenschaften
Dipropylamin besitzt eine Viskosität von 0,5 mPa·s bei 25 °C und einen pH-Wert von 11,25 bei einer Temperatur von 25 °C und einer Konzentration  von 1 g·l−1.

## Verwendung
Dipropylamin wird als Zwischenprodukt für die Herstellung von Herbiziden (z. B. Oryzalin, Prodiamin und Trifluralin), Arzneistoffen und Zeolithen verwendet.

## Sicherheitshinweise
Die Dämpfe von Dipropylamin können mit Luft ein explosionsfähiges Gemisch (Flammpunkt 7 °C, Zündtemperatur 260 °C) bilden. Bei Kontakt mit nitrosierenden Agentien kann es zur Bildung von krebserzeugenden Nitrosaminen kommen.